# 1188
Năm 1188 là một năm trong lịch Julius.